# Ребрішоара (комуна)
Ребрішоара (рум. Rebrișoara) — комуна у повіті Бистриця-Несеуд в Румунії. До складу комуни входять такі села (дані про населення за 2002 рік):
- Джерса II (268 осіб)
- Джерса I (822 особи)
- Подерей (313 осіб)
- Ребрішоара (3336 осіб) — адміністративний центр комуни

Комуна розташована на відстані 341 км на північ від Бухареста, 17 км на північ від Бистриці, 85 км на північний схід від Клуж-Напоки.

## Населення
За даними перепису населення 2002 року у комуні проживали 4739 осіб.
Національний склад населення комуни:
| Національність | Кількість осіб | Відсоток |
| -------------- | -------------- | -------- |
| румуни         | 4723           | 99,7%    |
| цигани         | 12             | 0,3%     |
| угорці         | 2              | < 0,1%   |
| українці       | 1              | < 0,1%   |
| німці          | 1              | < 0,1%   |

Рідною мовою назвали:
| Мова      | Кількість осіб | Відсоток |
| --------- | -------------- | -------- |
| румунська | 4725           | 99,7%    |
| циганська | 12             | 0,3%     |
| угорська  | 2              | < 0,1%   |

Склад населення комуни за віросповіданням:
| Релігія                                       | Кількість осіб | Відсоток |
| --------------------------------------------- | -------------- | -------- |
| православні                                   | 3904           | 82,4%    |
| п'ятдесятники                                 | 791            | 16,7%    |
| не релігійні                                  | 17             | 0,4%     |
| греко-католики                                | 13             | 0,3%     |
| адвентисти                                    | 5              | 0,1%     |
| римо-католики                                 | 3              | 0,1%     |
| реформати                                     | 1              | < 0,1%   |
| баптисти                                      | 1              | < 0,1%   |
| лютерани (Синодально-пресвітеріанська церква) | 1              | < 0,1%   |
| не вказали релігію                            | 1              | < 0,1%   |